# Hofanlage Warftenstraße 25
Die Hofanlage Warftenstraße 25 in der niedersächsischen Gemeinde Loxstedt Ortsteil Overwarfe, im Landkreis Cuxhaven, stammt vom Anfang und der Mitte des 19. Jahrhunderts. Aktuell (2024) wird sie landwirtschaftlich genutzt.
Die Gebäude stehen unter Denkmalschutz (siehe auch Liste der Baudenkmale in Loxstedt).

## Beschreibung
Die Hofanlage im Zentrum von Overwarfe besteht aus:
- dem eingeschossigen giebelständigen Wohn- und Wirtschaftsgebäude  als Hallenhaus mit massiven Backsteinaußenwänden, reetgedecktem Krüppelwalmdach, Niedersachsengiebel mit Uhlenloch und Grooter Door mit Korbbogen sowie rundbogigen eisenversprossten Fenstern, Wohnteil mit Steilgiebel von 1815 (Inschrift), Wirtschaftsgiebel von 1844 (Inschrift),[2]
- der giebelständigen Scheune als Backsteinbau von um 1850 mit ziegelgedecktem Satteldach auf Drempel, regionaltypischer Verbretterung im oberen Giebeldreieck, mit seitlicher Toranlage und Querdurchfahrt sowie Ladeluke im Giebel,[3]
- dem schmiedeeisernen zweiflügeligen Tor in der Backsteinmauer zur Straße mit Staketen nach außen ansteigend und im unteren Bereich doppelt,[4]
- der straßenseitigen Backsteinmauer als Einfriedung der Hofanlage,
- sowie den nicht denkmalgeschützten Nebenanlagen.

Das Landesdenkmalamt befand u. a.: „… Für das Ortsbild von Overwarfe sind die im 19. Jahrhundert entstandenen, giebelständig ausgerichteten Wohn-/Wirtschaftsgebäude charakteristisch, von denen auch die Hofanlage Warftenstraße 25 eines besitzt. ….“